# Pomme à cuire
Vous pouvez aider à l'améliorer ou bien discuter des problèmes sur sa page de discussion.
- Il ne cite pas suffisamment ses sources. Vous pouvez indiquer les passages à sourcer avec {{référence nécessaire}} ou {{Référence souhaitée}}, et inclure les références utiles en les liant aux notes de bas de page. (Marqué depuis juin 2025)
- Il contient une ou plusieurs listes. Le texte gagnerait à être rédigé sous la forme d’un ou plusieurs paragraphes synthétiques, afin d’être plus agréable à lire. (Marqué depuis juin 2025)
- Il n’est pas rédigé dans un style encyclopédique. (Marqué depuis juin 2025)

- Archive Wikiwix
- Bing
- Cairn
- DuckDuckGo
- E. Universalis
- Gallica
- Google
- G. Books
- G. News
- G. Scholar
- Persée
- Qwant
- (zh) Baidu
- (ru) Yandex
- (wd) trouver des œuvres sur Wikidata

Les pommes à cuire sont un groupe de cultivars de pommes consommées principalement après cuisson, par opposition aux pommes de table, destinées à être mangées crues, et aux pommes à cidre.

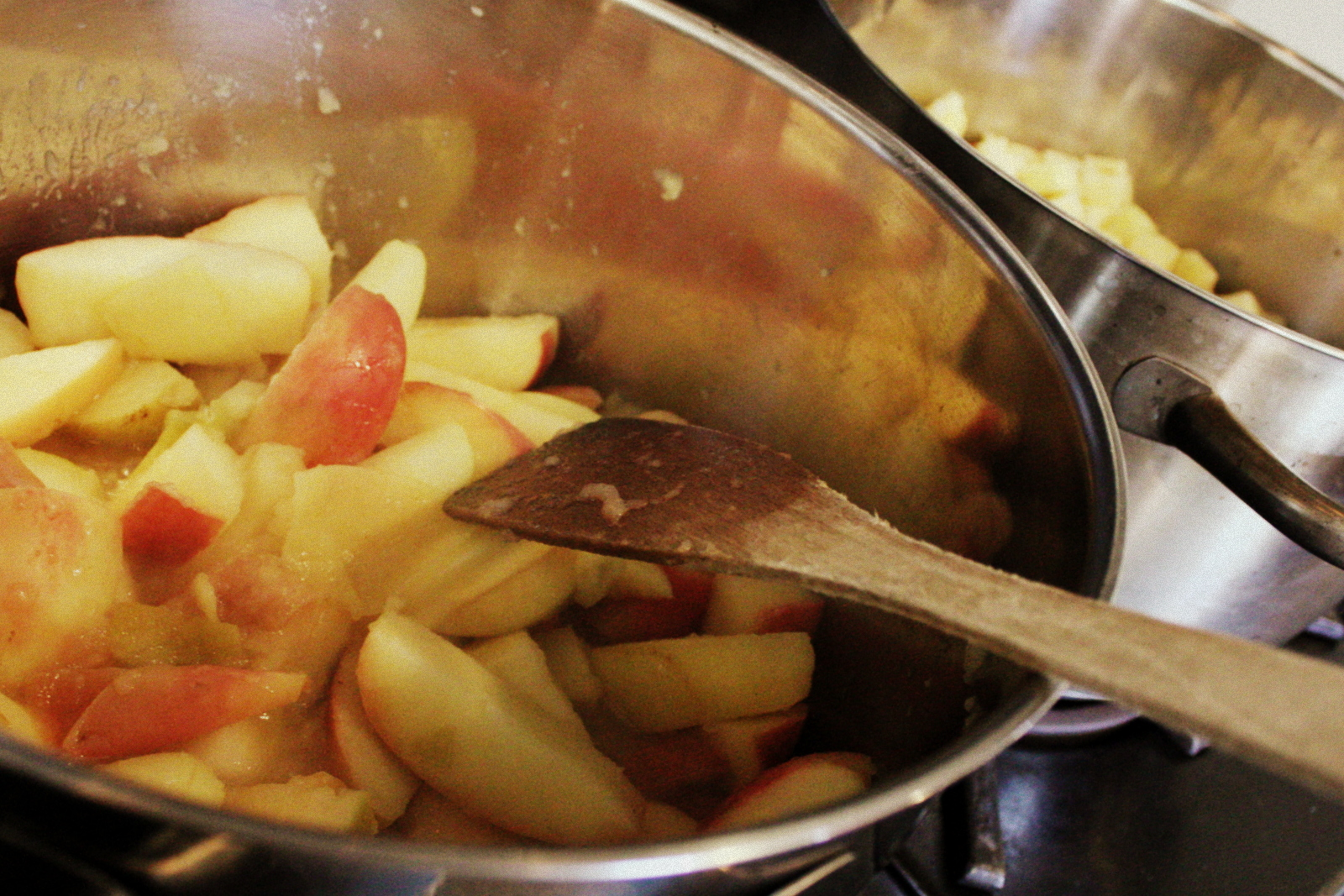
Cuisson de pommes.

La Belle de Boskoop ou  Boskoop en est un exemple type.
Cependant, les pommes de table sont souvent utilisées en pâtisserie.
Pour les compotes, elles seront choisies parmi celles qui se « soufflent » ou fondent à la cuisson:
- Belchard
- Belle de Boskoop
- Belle du Bois
- Cabusse
- Cargalaou
- Chanteclerc
- Éclat
- Jonagold
- Reine des Reinettes
- Reinette grise du Canada
- Rambour d’hiver
- Rialette
- Royale d’Angleterre

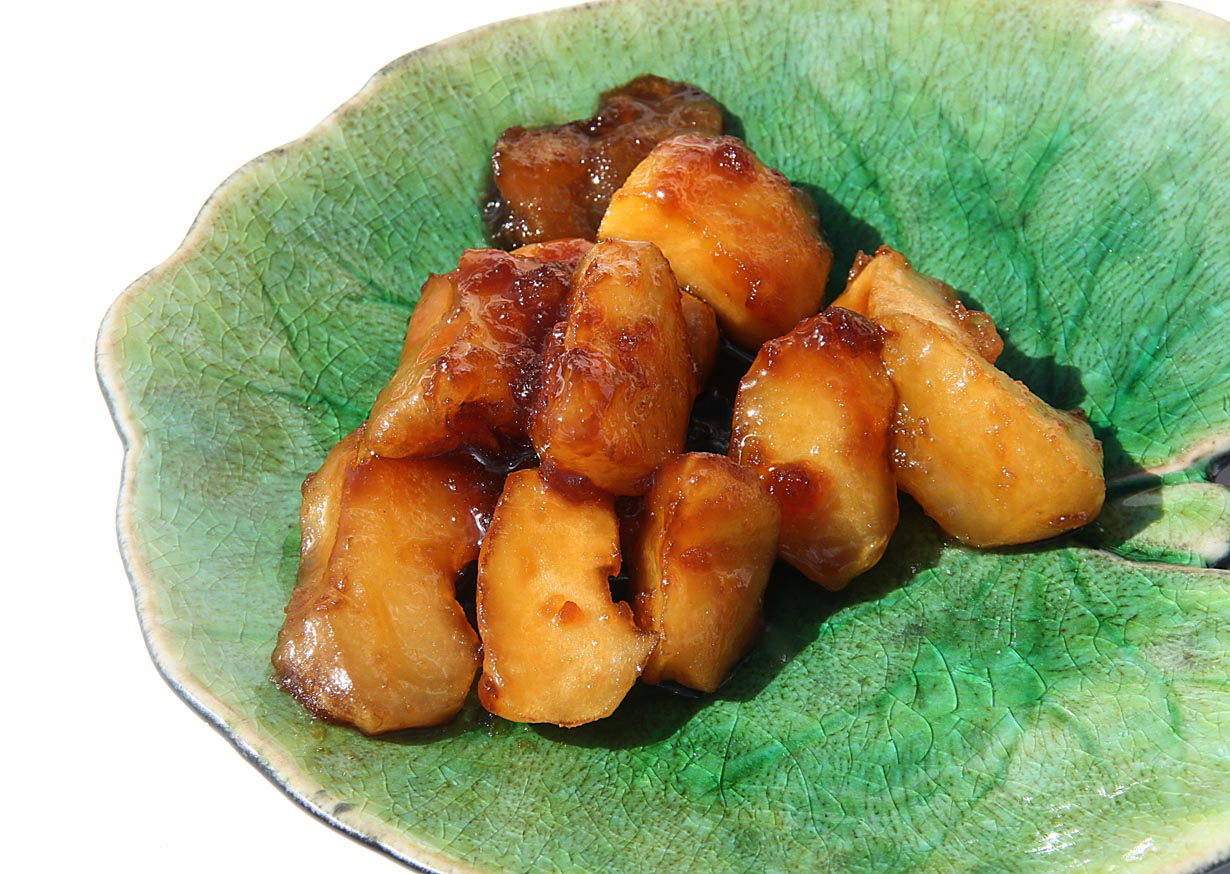
pomme caramélisée

Pour les tartes et autres pâtisseries, les pommes caramélisées ce sera plutôt des variétés qui restent fermes après cuisson :
- Ariane
- Bancroft
- Braeburn
- Bramley
- Calville blanc d’hiver
- Court-Pendu, Reinette d'Orléans
- Croquet des Ardennes
- Elstar
- Fuji
- Gala
- Pommes au fourGolden Delicious
- Granny Smith
- Pink Lady
- Royal Gala
- Rambour de Lorraine
- Reinette des Capucins
- Reinette de Brive
- Reinette du Mans

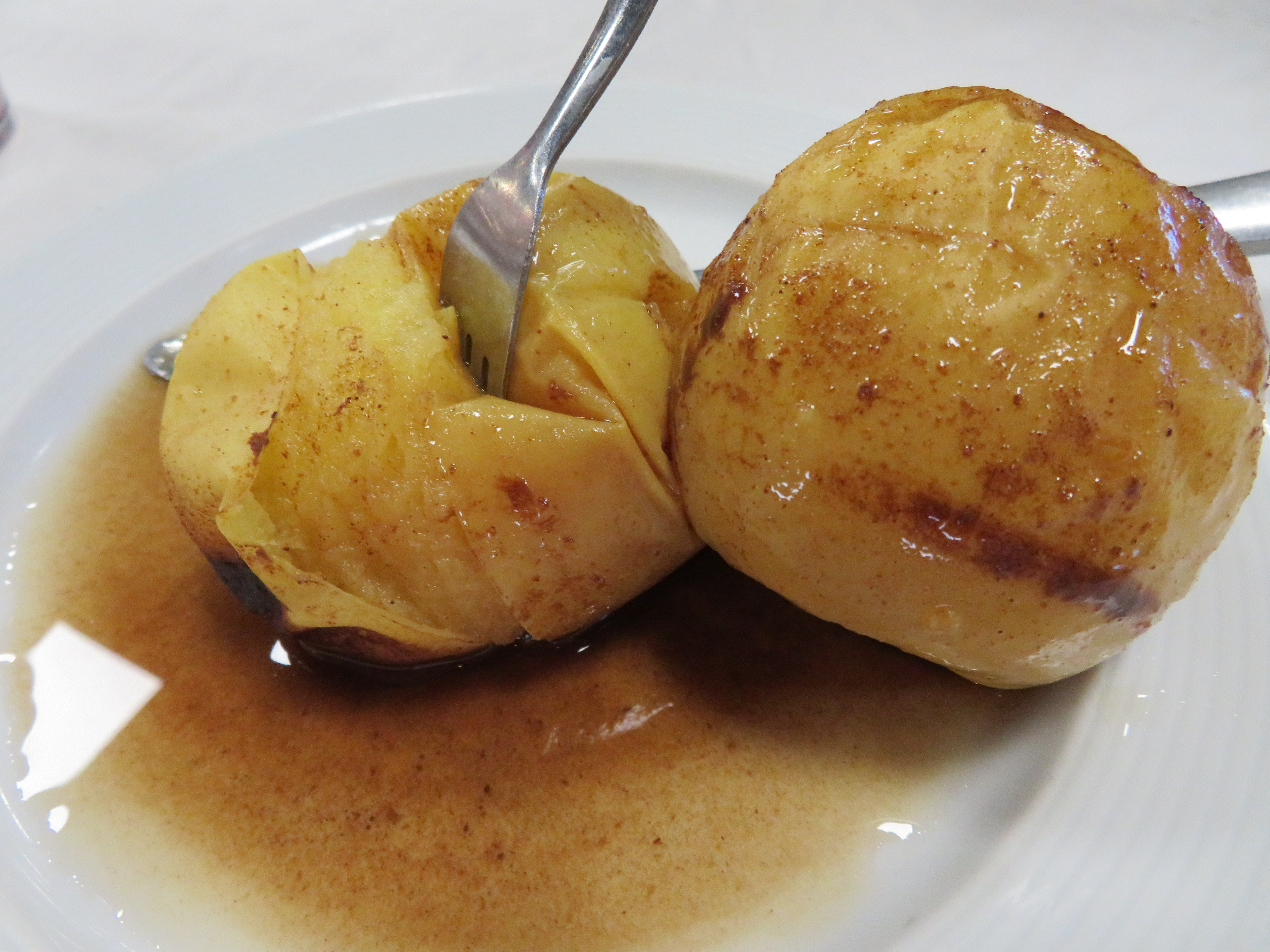
Pommes au four

Pour la tarte Tatin qui nécessite une caramélisation des pommes avant cuisson, préférer la Boskoop, la Court-Pendu, la Golden ou la Canada.